# Miloš Radivojević
Miloš "Miša" Radivojević (Милош "Миша" Радивојевић; ˌmîloʃ ˌmǐːʃa radiˈʋǒːjeʋit͜ɕ; nascut el 19 de novembre de 1939 a Čačak, Sèrbia) és un director de cinema i televisió, i professor a la Facultat d'Arts Dramàtiques de Belgrad
Va començar els seus estudis superiors com a estudiant de filosofia i es va graduar el 1966 a la Facultat d'Arts Dramàtiques de Belgrad el 1966, com un dels primers estudiants d'Aleksandar Petrović amb el migmetratge Adam i Eva 66. Va treballar com a ajudant de direcció amb Puriša Đorđević entre 1961 i 1969. Va dirigir 16 llargmetratges, començant per Bube u glavi ("Aquest món boig nostre") que va rebre la medalla del Lleó d'Or al festival de cinema de 1970. Dues pel·lícules, Čavka i Kvar, s'han fet a partir de guions originals de Svetozar Vlajković. Kvar va rebre un premi especial al Festival Internacional de Cinema de Locarno del 1979. El 1989 Čavka va rebre la Palmera de Bronze a la IX edició de la Mostra de València.
La seva pel·lícula Како су ме украли Немци ("Com em van robar els alemanys") afirma haver utilitzat detalls biogràfics autèntics de la infància de l'autor, descrivint com el nen petit es va sentir descuidat per la seva família comunista mentre cridava l'atenció només d’un oficial alemany, que va ocupar algunes habitacions de la casa de la seva família durant la Segona Guerra Mundial.